# سید جواد محقق
سید جواد محقق معروف به محقق العلما از سیاستمداران ایرانی بود، که در دوره چهارم بعنوان نماینده شیراز، دوره پنجم بعنوان نماینده دزفول و دوره ششم بعنوان نماینده فیروزآباد در مجلس شورای ملی حضور داشت.